# Hrádek nad Olší

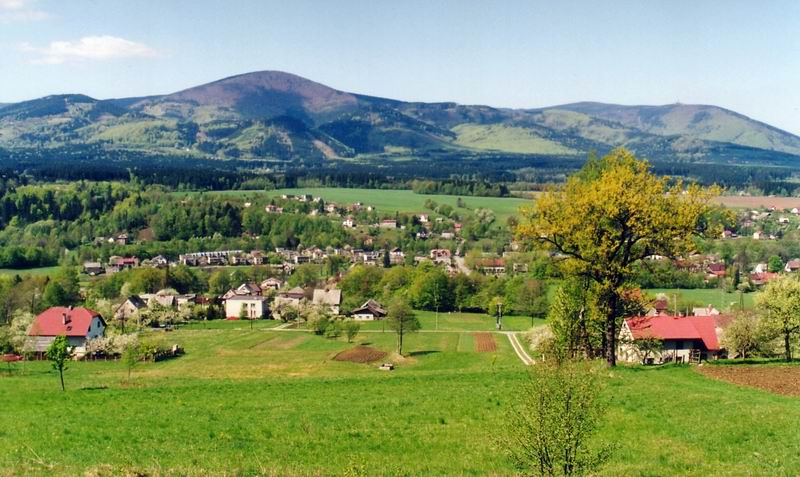
Ortsansicht

Hrádek (polnisch Gródek, deutsch Grudek) ist eine Gemeinde in  Tschechien. Sie liegt acht Kilometer südöstlich von Třinec und gehört zum Okres Frýdek-Místek.

## Geographie
Hrádek befindet sich am rechten Ufer der Olsa in der Jablunkauer Furche zwischen den Bergen der Mährisch-Schlesischen und Schlesischen Beskiden. Östlich erheben sich entlang der Grenze zu Polen die Gipfel des Velký Sošov (885 m), Ciešlar (921 m), Malý Stožec (843 m) und Velký Stožec (978 m). Im Westen liegen im Landschaftsschutzgebiet Beskiden die Berge Skalka (649 m), Žďár (741 m) und Malý Kozinec (653 m). Durch den Ort führen die Europastraße 75/Staatsstraße 11 und die Bahnstrecke Žilina–Bohumín.
Nachbarorte sind Bystřice im Norden, Loučka, Jawornik und Wisła im Nordosten, Pod Stožkem und Łabajów im Osten, Návsí im Südosten, Bařiny, Harcov und Milíkov im Süden, Košařiska im Südosten sowie Paseky im Osten.

## Geschichte
Der Ort entstand vermutlich in der ersten Hälfte des 12. Jahrhunderts am Kupfersteig, der von Schlesien über den Jablunkapass nach Ungarn führte. Zum Schutz dieser Handelsverbindung und des Landes wurde am Ufer der Olsa um 1119 eine kleine Burganlage errichtet, die Teil eines Systems von Wachburgen gegen Einfälle aus Ungarn war. Um die Burg entstand das 1423 erstmals urkundlich erwähnte Dorf Jablunkov mit eigener Kirche. Beim Einfall ungarischer Truppen nach Schlesien im Jahre 1447 wurden die Burg und das Dorf Jablunkov dem Erdboden gleichgemacht.
Jablunkov wurde an neuer Stelle wiederaufgebaut und am Platz des verwüsteten Ortes entstand während der Herrschaft Herzog Kasimirs II. die Ansiedlung Starý Jablunkov.
In seiner ersten urkundlichen Erwähnung wurde der Ort 1577 als Grodek bezeichnet. Es gehörte zum Herzogtum Teschen und fiel nach dem Tod der letzten Teschener Herzogin Elisabeth Lukretia mit diesem zusammen 1653 als erledigtes Lehen an die Krone Böhmen, die seit 1526 von den Habsburgern regiert wurde.  Nachdem um 1780 die Kaiserstraße über den Jablunkapass gebaut worden war, wuchs der Ort an.  Ab 1843 führten Missernten, Hungersnöte und Seuchen zu einer Verarmung des Ortes und einem Bevölkerungsverlust von einem Zehntel.
Nach der Aufhebung der Patrimonialherrschaften bildete Grudek ab 1850 eine Gemeinde im Bezirk Teschen. Zwischen 1869 und 1871 errichtete die k.k. privilegierte Kaschau-Oderberger Bahn auch eine Eisenbahn nach Ungarn. Ab 1880 wurden in den Bergen östlich des Dorfes mehrere Steinbrüche angelegt und in Grudek ließen sich italienische Steinmetzmeister nieder. Bei der Volkszählung von 1891 lebten in den 108 Häusern von Grudek 797 Einwohner. Davon waren 791 Polen, sechs waren anderen Nationalitäten zugehörig, Tschechen lebten in dem Dorf zu dieser Zeit keine. 1895 wurde eine neue polnische Schule gebaut. Im Jahre 1901 wurden 882 Einwohner, darunter 875 Polen und zwei Tschechen, gezählt.
Nach dem Zusammenbruch der k.u.k. Monarchie 1918 wurde auf dem Czantory-Kamm die Grenze zwischen Polen und der Tschechoslowakei gezogen. Wegen des starken polnischen Bevölkerungsanteils beanspruchte auch Polen das Olsa-Gebiet und es kam zum Polnisch-Tschechoslowakischen Grenzkrieg. Ab 1920 gehörte der Ort zum Bezirk Český Těšín. Nach dem Münchner Abkommen wurde Gródek 1938 an Polen angeschlossen und kam im Jahre darauf nach der Besetzung Polens zum Deutschen Reich. Bis 1945 gehörte Grudek zum Landkreis Teschen und kam nach Kriegsende zur Tschechoslowakei zurück. 
Nach der Auflösung des Okres Český Těšín kam der Ort mit Beginn des Jahres 1961 zum Okres Frýdek-Místek. 1980 erfolgte die Eingemeindung als Ortsteil Jablunkov 8-Hrádek nach Jablunkov. Seit 1990 bildet Hrádek wieder eine eigenständige Gemeinde. In Hrádek lebt eine starke polnische Minderheit, der 2001 43 % der Einwohner angehörten.

## Gemeindegliederung
Für die Gemeinde Hrádek sind keine Ortsteile ausgewiesen. Zu Hrádek gehören die Ansiedlungen Dědina, Lyngi und Záplotí.

## Sehenswürdigkeiten
- Kapelle
- Wüster Burgstall
- 600-jährige Winterlinde, der 24 m hohe Baum mit einem Stammumfang von 6,8 m steht im nordwestlichen Teil des Dorfes